# Madoce percnopis
Madoce percnopis is een vlinder uit de familie van de spinneruilen (Erebidae).